# Broome
Pour les articles homonymes, voir Broome (homonymie).
Broome est une petite ville de 11 547 habitants dans la région de Kimberley (Australie). Elle est le siège administratif du Comté de Broome. Sa population atteint 30 000 habitants en pleine saison touristique.
Elle se situe au bord de l'océan Indien, dans le Nord de l'Australie-Occidentale.
Broome est très connue pour ses fermes perlières. On y cultive la perle depuis 1880. Au début du XXe siècle, elle était considérée comme la capitale mondiale de l'industrie perlière (80 % de la production mondiale de perles fines) attirant une foule de plongeurs cosmopolites. L'industrie commença à décliner en 1930.

## Histoire
Broome se trouve sur le territoire traditionnel du peuple aborigène Yawuru (en).
Le premier Européen à visiter le site de Broome fut William Dampier en 1688 et à nouveau en 1699. De nombreux repères côtiers furent nommés par ses soins.
En 1879, Charles Harper suggéra d'installer un port pour faciliter les activités perlières, à Roebuck Bay. John Forrest choisit l'emplacement et l'établissement fut nommé en hommage à Frederick Broome (en), gouverneur d'Australie-Occidentale de 1883 à 1889.
En 1889, un câble sous-marin pour le télégraphe a été posé de Broome jusqu'à Singapour, via l'île de Java. La plage où il passait est devenue Cable Beach.
L'industrie perlière s'est développée dans les années 1860 et existe encore aujourd'hui. Un cimetière japonais rappelle que 919 pêcheurs émigrés du Japon ont trouvé la mort en se livrant à cette activité à risque. Davantage ont disparu en mer.
Broome a été attaquée par l'aviation japonaise le 3 mars 1942. 88 personnes ont été tuées dans ce raid.
Le boom minier des années 1960 et le développement touristique a fait de Broome la ville en plus forte croissance de l'Australie. En 1966, la ville devient siège épiscopal catholique avec la création du diocèse de Broome.
Broome est jumelée avec Taiji au Japon depuis 1981. Graeme Campbell, à la suite du documentaire « The Cove, la baie de la honte » narrant l'activité principale de Taiji : le massacre de dauphins pour l'alimentation et la revente de ceux qui survivent aux delphinariums du monde, a un temps suspendu le jumelage d'août à octobre 2009 avant d'approuver la réconciliation.

## Démographie
En 2016, 30,3 % de la population de Broome est aborigène et nomme la ville Rubibi.
70,3 % de la population déclare ne parler que l'anglais à la maison, alors que 1,2 % de la population déclare parler le filipino, 1,0 % le tagalog, 0,8 % le kriol, 0,7 % le thaï et 0,6 % le japonais.

## Transports
Broome possède un aéroport, l'aéroport international de Broome (code AITA : BME, code AITA : YBRM).

## Curiosités

### Cable Beach
« Cable Beach » est une plage de 22 kilomètres de long située à 7 kilomètres à l'ouest de la ville et accessible par une route goudronnée. La plage est connue pour son sable blanc qui est lavé tous les jours par une marée qui peut atteindre neuf mètres d'amplitude. L'eau est d'un bleu turquoise. Il faut faire attention toutefois entre novembre et mars à la présence de méduses. Les 4x4 peuvent rouler sur le sable à marée basse. Tous les soirs une caravane de chameaux promène les touristes pour apprécier le coucher de soleil vu de la plage.
La plage doit son nom au fait qu'autrefois la plage était traversée par un câble télégraphique qui reliait Broome à l'île de Java.
Cable Beach est la plage nudiste la plus célèbre d'Australie. Pour les autres baigneurs, il existe une plage au nord de la route et qui remonte jusqu'à l'embouchure de la "Willie Creek" à 17 kilomètres.

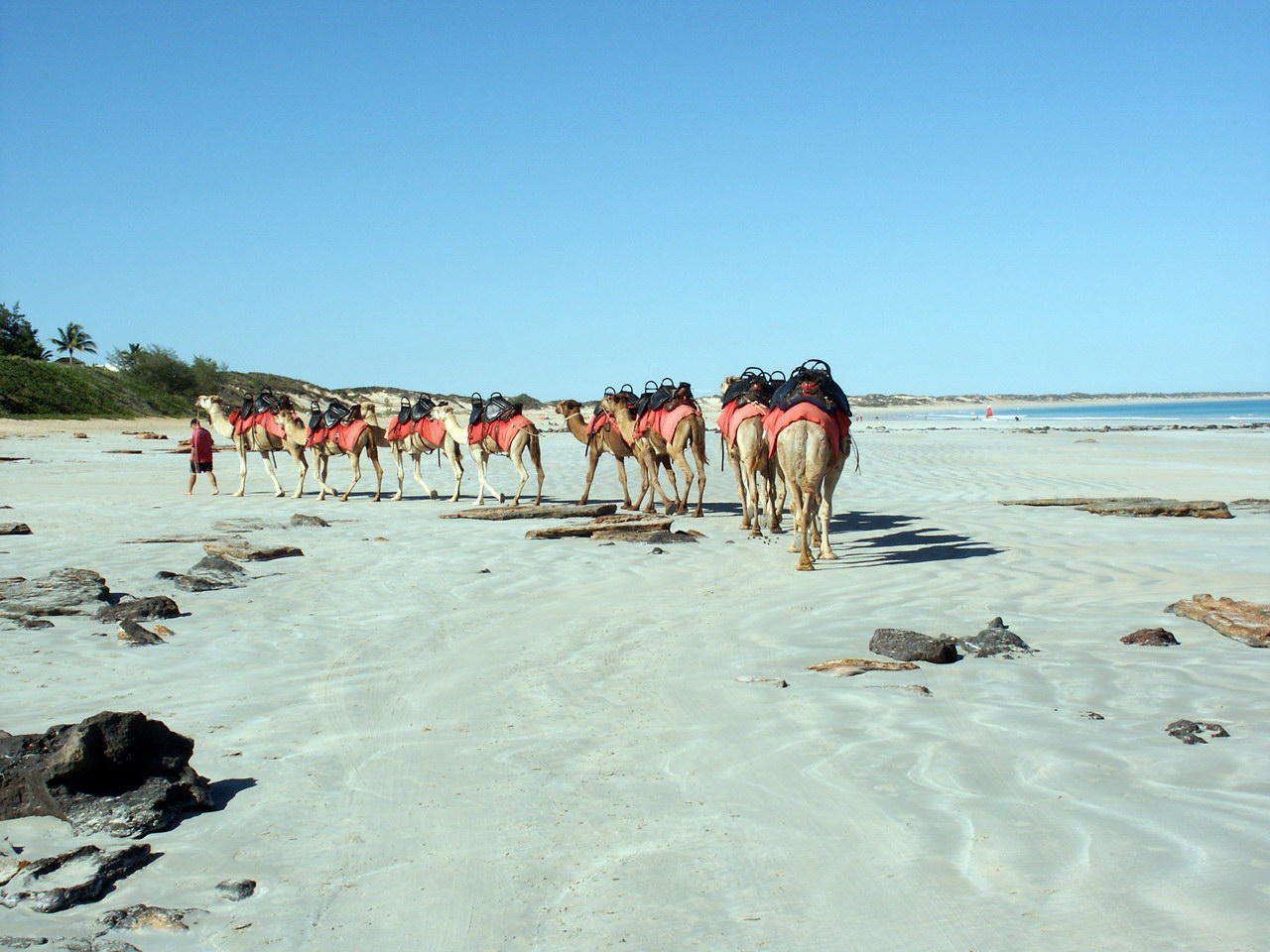
Caravane de chameaux sur la plage.
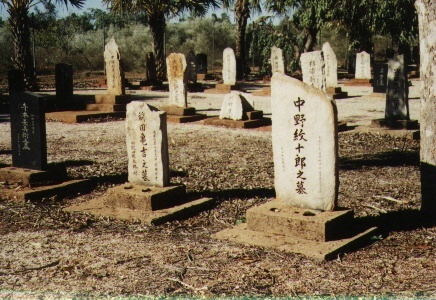
Cimetière japonais de Broome.
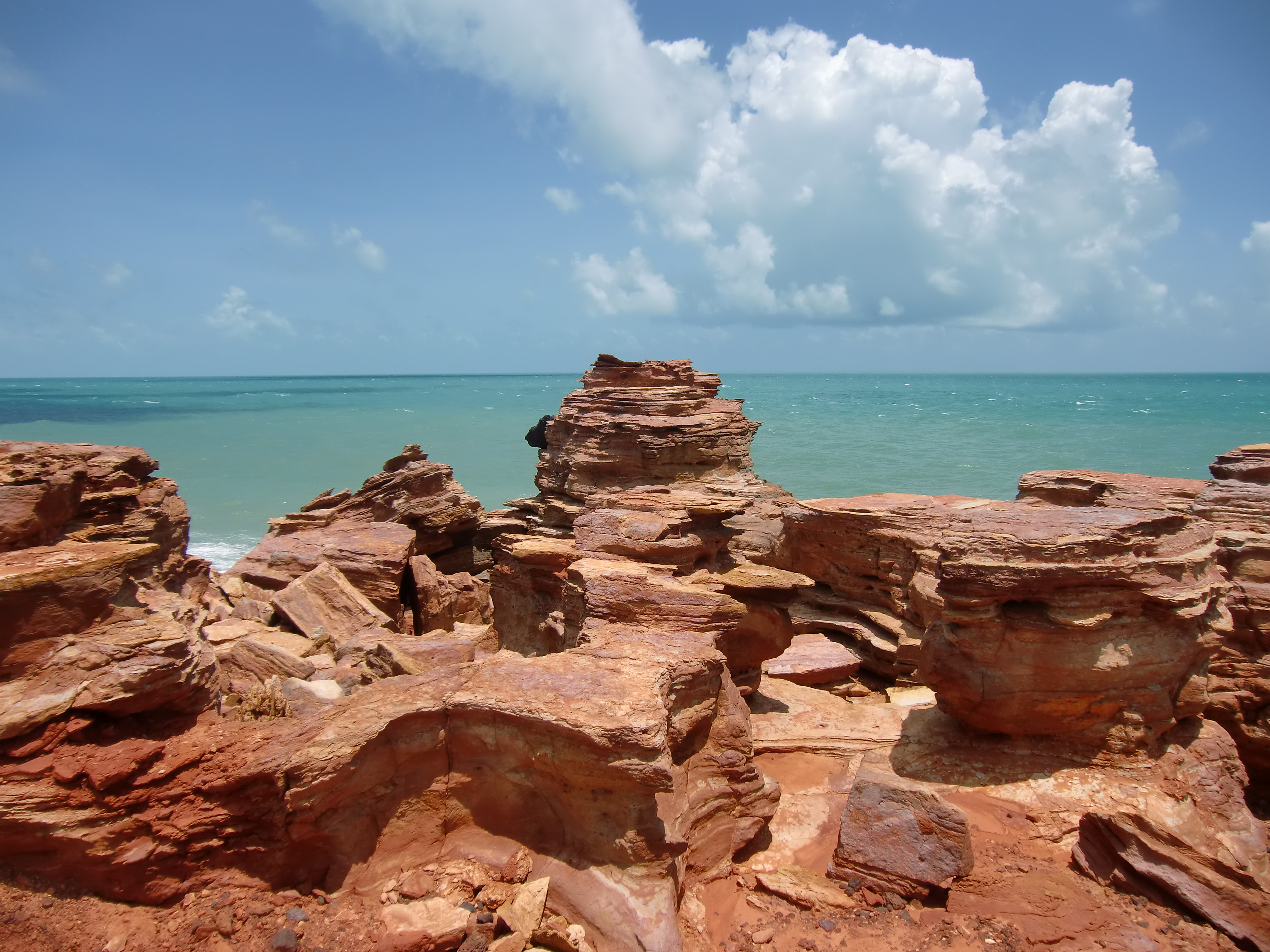
Rochers de Gantheaume Point.
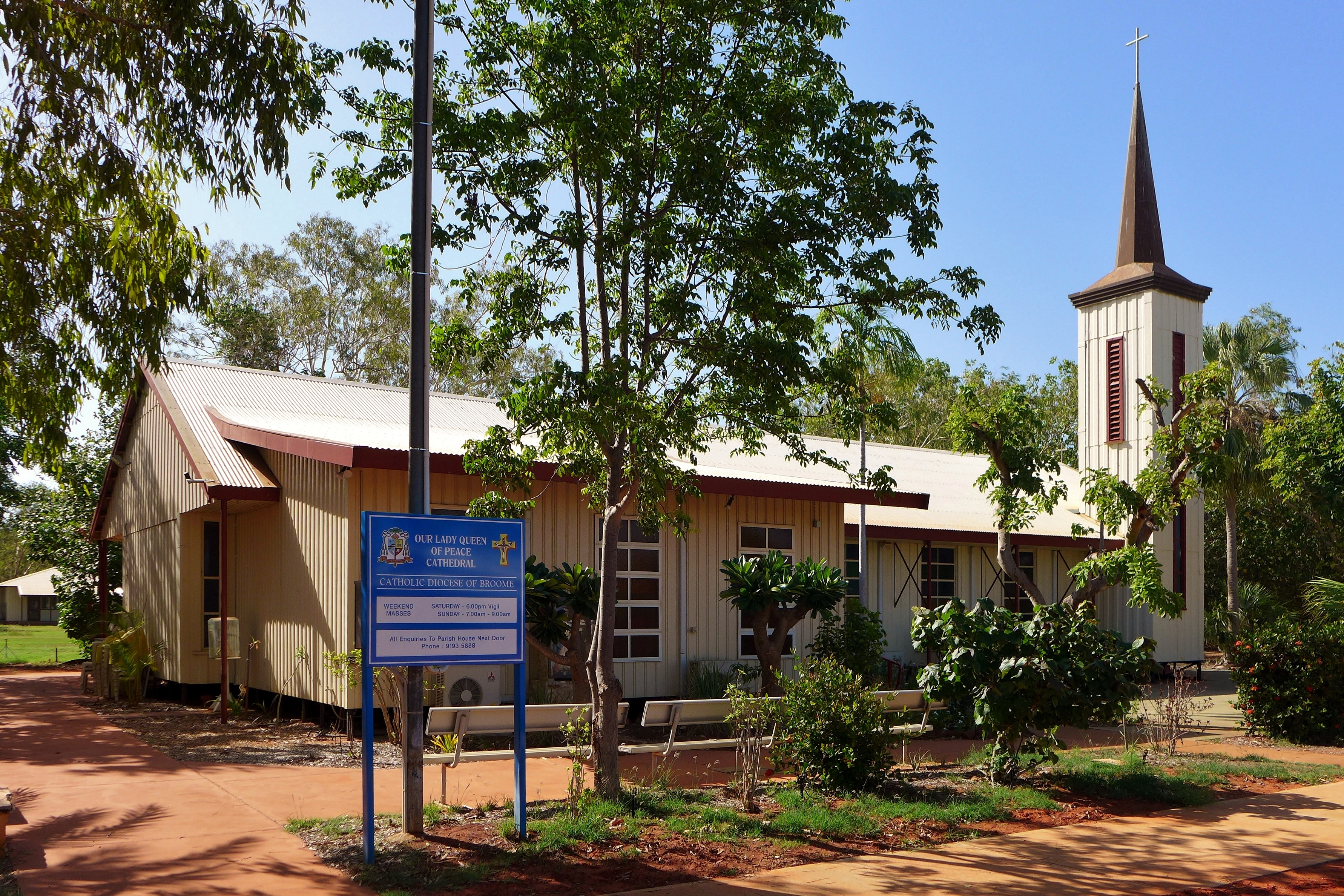
La cathédrale Notre-Dame-Reine-de-la-paix.

### Roebuck Bay
Broome est situé sur une péninsule orientée nord-sud et possède donc deux lignes côtières. Du côté est se trouvent les eaux de Roebuck Bay qui vont de la jetée principale de Port Drive jusqu'à Sandy Point, à l'ouest de Thangoo station.
Les reflets de la lune sur la marée créent un scintillement particulier appelé Staircase to the Moon  (Escalier de la lune).
Le site est également une halte pour les limicoles (waders) migrateurs venant d'asie orientale. Un observatoire ornithologique a été créé pour étudier ces oiseaux.

### Gantheaume Point
Au soleil couchant, sur la côte nord-ouest, dans la région de Broome, les rochers de Gantheaume Point (en) évoquent une mer pétrifiée.

## Climat
Broome a un climat semi-aride tropical (Köppen : BSh) avec une saison humide étouffante entre décembre et mars et une saison sèche plus fraîche entre avril et novembre. La chaleur survient pendant toute l'année : on compte 62,7 jours par an de grande chaleur (T max ≥ 35 °C) dont 4,6 jours de canicule (T max ≥ 40 °C) et le record de chaleur est de 44,8 °C en date du 10 décembre 1951.
La saison humide en été a des averses tropicales erratiques et de l'humidité élevée. La pluviométrie annuelle moyenne y est de 629,9 mm, concentrée essentiellement de décembre à mars. Elle est très variable : entre 132 mm en 2018 et 1599 mm en 2018. Au contraire, les hivers sont très secs, avec une humidité basse et beaucoup de jours clairs. Broome est une ville très ensoleillée, avec 3521,2 heures de soleil chaque année.
Le gel y est inconnu, parce que la température la plus faible est de 3,3 °C le 21 juillet 1965. La température la plus élevée enregistrée a été 44,8 °C le 10 décembre 1951.

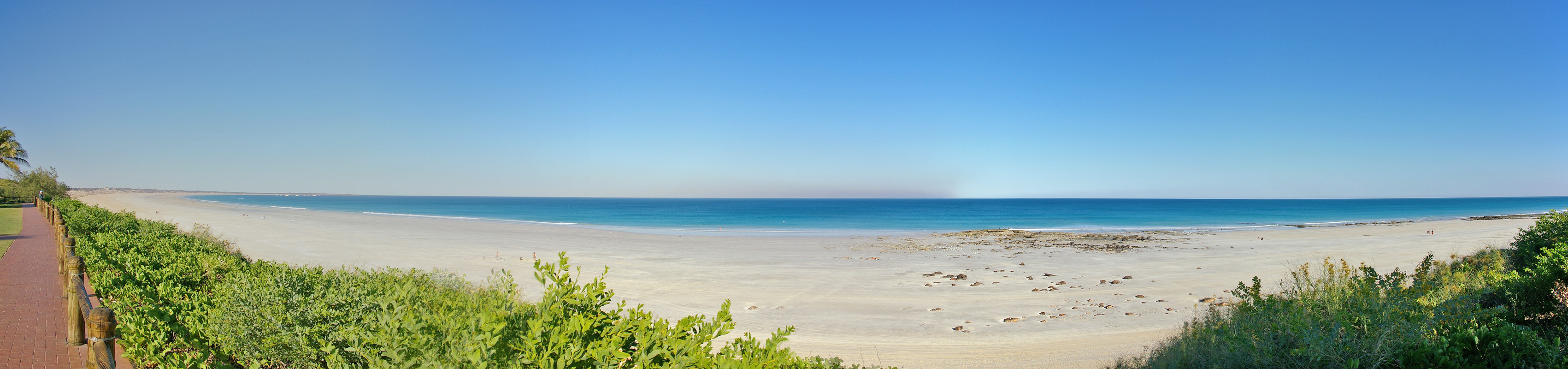
Panorama de Cable Beach.

| Mois                                            | jan.  | fév.  | mars  | avril | mai   | juin | jui.  | août  | sep. | oct.  | nov. | déc.  | année   |
| ----------------------------------------------- | ----- | ----- | ----- | ----- | ----- | ---- | ----- | ----- | ---- | ----- | ---- | ----- | ------- |
| Température minimale moyenne (°C)               | 26,4  | 26,1  | 25,5  | 22,7  | 18,2  | 15,3 | 13,7  | 14,9  | 18,5 | 22,5  | 25,3 | 26,6  | 21,3    |
| Température maximale moyenne (°C)               | 33,3  | 33    | 34    | 34,3  | 31,7  | 29,3 | 29    | 30,4  | 31,9 | 33    | 33,7 | 33,9  | 32,3    |
| Record de froid (°C)                            | 19    | 15,2  | 16    | 12,6  | 7,7   | 5,2  | 3,3   | 4,8   | 8,9  | 13,3  | 16,6 | 17,4  | 3,3     |
| Record de chaleur (°C)                          | 44,1  | 42,7  | 42,2  | 41,1  | 38,7  | 36,2 | 36    | 38,9  | 41,3 | 43,4  | 44,6 | 44,8  | 44,8    |
| Ensoleillement (h)                              | 257,3 | 223,2 | 269,7 | 294   | 291,4 | 282  | 303,8 | 325,5 | 312  | 334,8 | 333  | 294,5 | 3 521,2 |
| Précipitations (mm)                             | 198,7 | 177,8 | 98,8  | 25,5  | 26,6  | 18,4 | 6,3   | 2,1   | 1,4  | 1,4   | 9,6  | 63    | 629,9   |
| dont nombre de jours avec précipitations ≥ 1 mm | 9,3   | 9     | 6,2   | 1,9   | 1,6   | 1,1  | 0,5   | 0,3   | 0,2  | 0,2   | 0,8  | 3,9   | 35      |
| Humidité relative (%)                           | 65    | 67    | 60    | 45    | 38    | 36   | 33    | 35    | 45   | 54    | 57   | 61    | 50      |